# Conus habui
Conus habui é uma espécie de gastrópode do gênero Conus, pertencente a família Conidae.